# Moše Ben Ze'ev
Moše Ben Ze'ev (hebrejsky משה בן זאב, narozen 8. prosince 1911 – 1995) byl izraelský soudce, který v letech 1963 až 1968 zastával funkci izraelského generálního prokurátora.

## Biografie
Narodil se ve vesnici Lonicic (dnes v Rusku). Získal tradiční židovské vzdělání a následně i všeobecné vzdělání v Polsku. V roce 1935 absolvoval právnickou školu ve Vilniusu. Téhož roku podnikl aliju do britské mandátní Palestiny, kde pracoval v Tel Avivu. V roce 1940 získal oprávnění vykonávat právnickou praxi. Během války za nezávislost sloužil v izraelské armádě. Po odchodu z armády v dubnu 1949 si v Haifě otevřel právní praxi. V roce 1958 se stal soudcem Haifského distriktního soudu a v 50. letech měl blízko k vládnoucí straně Mapaj. V pozici generálního prokurátora nahradil počátkem roku 1963 Gide'ona Hausnera poté, co Hausner vstoupil do politiky. Po odchodu z funkce Ben Ze'ev založil právnickou firmu společně s Arje Kamarem a v roce 1980 řídil komisi, která měla prošetřit zneužívání úředníků vystavených korupci.